# آندریا سالا (بازیکن فوتبال)

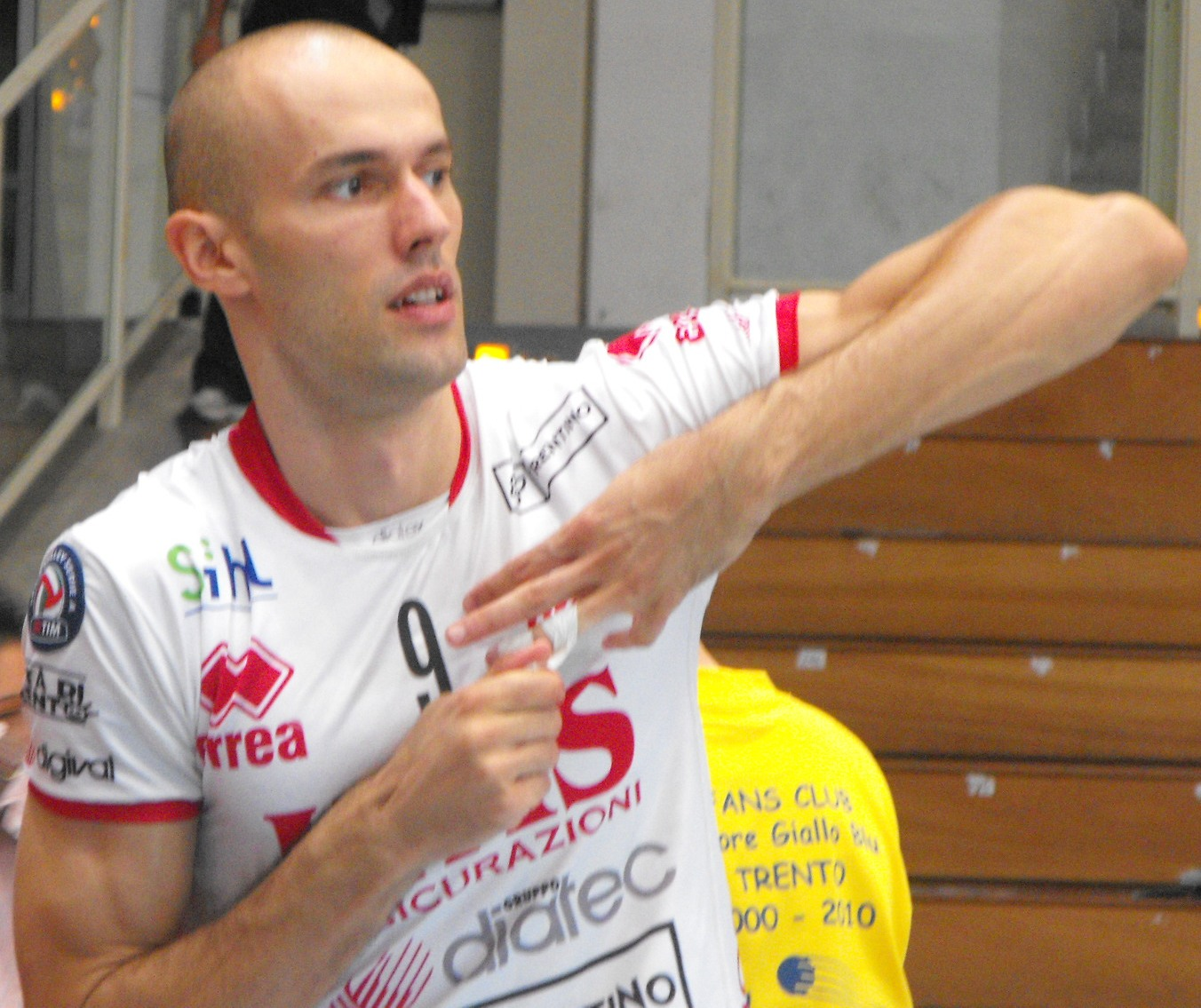
آندریا سالا - ۲۰۰۹

آندریا سالا (انگلیسی: Andrea Sala؛ زادهٔ ۱۶ سپتامبر ۱۹۹۳) بازیکن فوتبال اهل ایتالیا است.
از باشگاه‌هایی که در آن بازی کرده‌است می‌توان به باشگاه فوتبال اینتر میلان، باشگاه فوتبال ارورا پرو پاتریا ۱۹۱۹، و باشگاه فوتبال ترنانا اشاره کرد.